# Brongniartia paniculata
Brongniartia paniculata är en ärtväxtart som beskrevs av Per Axel Rydberg. Brongniartia paniculata ingår i släktet Brongniartia och familjen ärtväxter. Inga underarter finns listade i Catalogue of Life.